# Ґіже (Елцький повіт)
Ґіже (пол. Giże, нім. Giesen) — село в Польщі, у гміні Елк Елцького повіту Вармінсько-Мазурського воєводства.
Населення — 35 осіб (2011).
У 1975-1998 роках село належало до Сувальського воєводства.

## Демографія
Демографічна структура станом на 31 березня 2011 року:
|          | Загалом | Допрацездатний вік | Працездатний вік | Постпрацездатний вік |
| -------- | ------- | ------------------ | ---------------- | -------------------- |
| Чоловіки | 24      | 1                  | 17               | 6                    |
| Жінки    | 11      | 2                  | 5                | 4                    |
| Разом    | 35      | 3                  | 22               | 10                   |